# Rhectosemia multifarialis
Rhectosemia multifarialis là một loài bướm đêm trong họ Crambidae.